# Pěnčín (Liberec)
Pěnčín é uma comuna checa localizada na região de Liberec, distrito de Liberec‎.